# Godzilla kontra Mothra (film 1992)
Godzilla kontra Mothra (jap. ゴジラVSモスラ Gojira tai Mosura) – kolejny film z serii filmów o Godzilli, który powstał w 1992 roku.

## Tło powstania
Wraz z produkcją Godzilla kontra Biollante Tōhō postanowiło wskrzesić swą drugą najpopularniejszą kreację – Mothrę. 1990 roku Kazuki Omori napisał skrypt do Mothra vs. Bagan (jap. モスラVSバガン Mosura tai Bagan), gdzie Mothra miała walczyć z Baganem pojawiającym się wcześniej w anulowanym Resurrection of Godzilla (jap. ゴジラの復活 Gojira no Fukkatsu) z 1982 roku. W tym skrypcie Bagan to potwór opisany w starożytnych Chinach atakujący ludzkość za niszczenie Ziemi. Postanowiono również przenieść akcję filmu na skalę bardziej globalną. Nie ograniczono się tylko do Japonii, lecz akcja miała się dziać także w Tajlandii, Nepalu, Chinach, Malezji, oraz Indonezji. Widząc niesatysfakcjonujące wyniki finansowe Godzilla kontra Biollante, projekt anulowano, ponieważ obawiano się, że Mothra samodzielnie nie przyciągnie dużej widowni. Omori rozważał zastąpienie Mothry Godzillą. Niektóre elementy ze scenariusza Omoriego wykorzystano potem w Rebirth of Mothra z 1996 roku.
Po sukcesie Godzilla kontra Król Ghidorah Tōhō rozważało nakręcić kontynuację pt. Counterattack of Ghidorah (jap. キングギドラの逆襲 Kingu Gidora no gyakushū), jednak uznano to za pójście po linii najmniejszego oporu. Wobec 60-lecia Tōhō planowano remake King Kong kontra Godzilla. W tej wersji King Kong miał zakochać się w uczonej, dla której był tylko królikiem doświadczalnym i zrobiła z niego cyborga. Projekt został anulowany ze względu na prawa autorskie do King Konga.
Wobec tego stworzono scenariusze do Micro Super Battle: Godzilla vs. Gigamoth (jap. ミクロスーパーバトル ゴジラVSギガモス Mikuro Supā Batoru Gojira tai Gigamosu) i Godzilla’s Counterattack (jap. ゴジラの逆襲 Gojira no gyakushū), w których obu głównym oponentem Godzilli miał być Mechani-Kong stworzony przez ludzi do ich ochrony przed nim i miał strzelać strzykawkami, w której jednej z nich miała się znaleźć kapsuła z naukowcami wystrzelona do wnętrza Godzilli. Koichi Kawakita i Shinji Nishikawa porównali ten pomysł do Fantastycznej podróży z 1966 roku. Pomysł na film upadł, gdy okazało się, że potrzebne są prawa autorskie do Mechani-Konga. W Micro Super Battle: Godzilla vs. Gigamoth drugim potworem był Gigamoth – stworzona przez radioaktywność Mechani-Konga bestia podobna do archaeopteryksa.
Tōhō po analizie doszło do wniosku, że Mothra była najpopularniejszym kaijū wśród kobiet i uznano, by stała się przeciwnikiem Godzilli w następnym filmie.  Wataru Mimura napisał scenariusz do Godzilla vs. Gigamoth (jap. ゴジラVSギガモス Gojira tai Gigamosu). Gigamoth w tej wersji to jedna z larw Mothry zmutowana przez składowisko odpadów radioaktywnych. Gigamoth jest złym doppelgängeremem Mothry wydzielającym silne promieniowanie przyciągające Godzillę. Ostatecznie ginie wraz z Mothrą w walce z Godzillą, po której łączy oba owady łączą się w jedną Mothrę i pokonują Godzillę.
Ostatecznie Kazuki Omori stworzył nowy skrypt do Godzilla vs. Mothra, gdzie wykorzystał elementy z Mothra vs. Bagan zastępując Bagana Godzillą oraz Godzilla vs. Gigamoth traktując Gigamoth jako prototyp Battry.

## Fabuła
W Ziemię uderza olbrzymi meteoryt, który wpada do Pacyfiku wywołując ogromny tajfun. Meteoryt budzi ze snu Godzillę. Oprócz tego szalejący tajfun wywołuje erozję na jednej z indonezyjskich wysp, która odsłania ogromne jajo widoczne z nawet z kosmosu. Japońska firma wysyła na wyspę grupę archeologów, którzy odnajdują jajo, a także pozostałości po cywilizacji zamieszkującej Ziemię 12 000 lat temu. Przy jaju spotykają dwie liliputki-strażniczki – ostatnie reprezentantki cywilizacji Cosmos – która zamieszkiwała Ziemię wiele lat temu. Ostrzegają one przybyszów aby zostawili jajo w spokoju gdyż należy ono do Mothry – strażniczki cywilizacji Cosmos i wszystkich ludzi na Ziemi. Opowiadają one historię o walce Mothry z Battrą – mrocznym wcieleniem Mothry, która stoczyła się 12000 lat temu. Mothra wygrała bitwę ale cywilizacja Cosmos nie przetrwała. Ekspedycja zabiera jajo do Japonii, podczas podróży statek atakuje Godzilla. Pojawia się też Battra w postaci larwalnej. Okazuje się, że była ona zamrożona na Arktyce a uderzenie meteorytu wyzwoliło ją z lodowego więzienia. W czasie bójki z jaja wykluwa się Mothra. Walka pomiędzy Godzillą i Battrą nie przyniosła rezultatu, ale Mothra rozwścieczona faktem, że jej 2 ulubione liliputki zostały zabrane do Japonii, postanawia ją zaatakować. W końcu gdy Mothra dociera do Tokio, liliputki zostają uwolnione a Mothra w podzięce za ich uratowanie zamienia się z larwy w dorosłego owada, aby ocalić ludzkość i pokonać zmierzającą do stolicy Japonii Godzillę. Do walki dołącza się także Battra (która też zamieniła się w owada). Bitwa jest o tyle ciekawa, że każde z 3 potworów nie wie z kim ma walczyć.

## Obsada
- Tetsuya Bessho – Takuya Fujito
- Satomi Kobayashi – Masako Tezuka
- Takehiro Murata – Kenji Ando
- Keiko Imamura – Cosmos #1
- Sayaka Osawa – Cosmos #2
- Yoshiko Tanaka – Mayumi Fukazawa
- Makoto Otake – Takeshi Tomokane, prezes Marutomo Company
- Koichi Ueda – Minoru Ōmae, dyrektor zarządzający Marutomo Company
- Saburo Shinoda – prof. Shigeki Fukazawa
- Akiji Kobayashi – Ryuzo Dobashi
- Megumi Odaka – Miki Saegusa
- Akira Takarada – Joji Minamino
- Susumu Kurobe – dowódca sił powietrznych gen. Fuyuki Takaoka,
- Makoto Otake – Takeshi Tomokane
- Shiori Yonezawa – Midori Tezuka
- Kenpachiro Satsuma – Godzilla
- Hurricane Ryu – larwa Battry

## Dziedzictwo

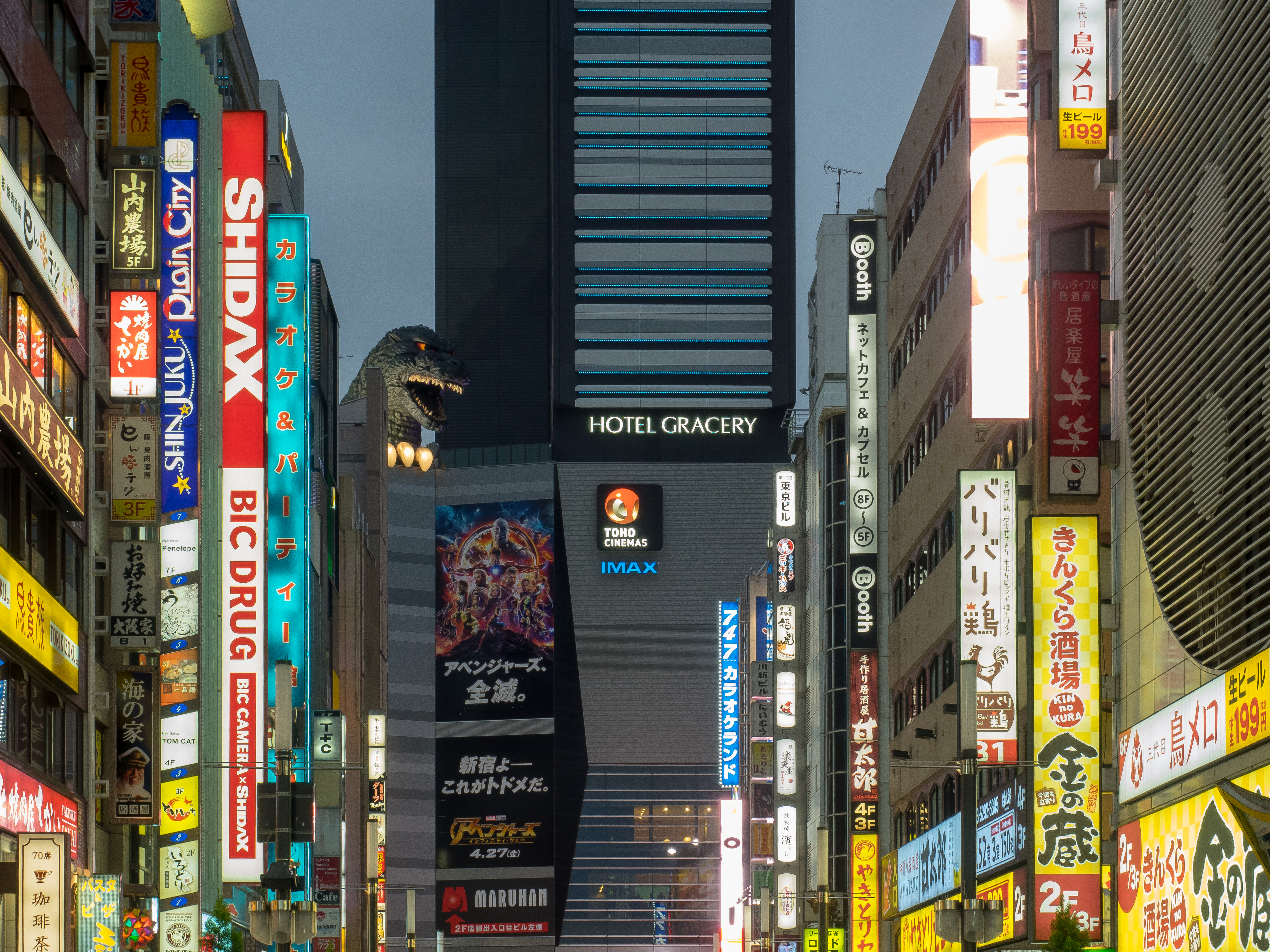
Rzeźba Godzilli zdobiąca budynek Shinjuku Toho Building w Tokio jest oparta na Godzilli z Godzilla kontra Mothra.

W 2015 roku w dzielnicy Kabukichō, Shinjuku w Tokio na miejscu rozebranych kin Shinjuku Koma Gekijō i Shinjuku Tōhō Kaikan otwarto kompleks budowlany Shinjuku Toho Building, gdzie jednym z punktów orientacyjnych jest 80-tonowa rzeźba przedstawiająca wyłaniający łeb Godzilli umieszczona na tarasie hotelu Gracery Shinjuku. Rzeźba wykonana z cementu wzmocnionego włóknem szklanym wzorowana jest na wyglądzie Godzilli z Godzilli kontra Mothry.
Walczące ze sobą Mothra i Battra pojawiły się w komputerowej grze survivalowej City Shrouded in Shadow (2017).